# Soulside Journey
Soulside Journey debitantski je studijski album norveškog black metal-sastava Darkthrone. Album je 13. siječnja 1991. godine objavila diskografska kuća Peaceville Records. Album je poznat po tome što je jedini tehnički death metal album grupe – Darkthrone se nakon njegove objave okreće black metalu te postaje sastavni dio norveške black metal scene.

## Pozadina
Bubnjar skupine, Fenriz, na albumu se koristio pseudonimom "Hank Amarillo"; objasnio je da je razlog takvog postupka bio taj što je sastav konačno postao poznat i objavio album, ali i zbog njegovog negativnog stava prema tadašnjem mnoštvu death metal sastava. Smatrao je da bi bilo prikladno podrugljivo izabrati "zapadnjačko" ime. Kasnija izdanja albuma popisivala su pseudonime članova grupe umjesto njihovih pravih imena.
Peaceville Records remasterirao je i ponovno objavio album 2003. godine te ga je također objavio i u digipak inačici. Kao bonus materijal dodano je i prvo poglavlje četverodjelnog video intervjua na kojemu Fenriz i Nocturno Culto raspravljaju o prva četiri albuma grupe.

## Popis pjesama
| 1.    | »Cromlech«                       | 4:11 |
| 2.    | »Sunrise Over Locus Mortis«      | 3:31 |
| 3.    | »Soulside Journey«               | 4:36 |
| 4.    | »Accumulation of Generalization« | 3:17 |
| 5.    | »Neptune Towers«                 | 3:15 |
| 6.    | »Sempiternal Sepulchrality«      | 3:32 |
| 7.    | »Grave with a View«              | 3:27 |
| 8.    | »Iconoclasm Sweeps Cappadocia«   | 4:00 |
| 9.    | »Nor the Silent Whispers«        | 3:18 |
| 10.   | »The Watchtower«                 | 4:58 |
| 11.   | »Eon«                            | 3:39 |
| 41:44 |                                  |      |

## Zasluge
| Darkthrone - Hank Amarillo – bubnjevi, fotografija, dizajn, logotip - Ted Skjellum – solo gitara, vokali - Dag Nilsen – bas-gitara - Ivar Enger – ritam gitara | Ostalo osoblje - Tomas Skogsberg – produkcija - Nimbus – mastering - Tompa – logotip - Tassilo – logotip - Duncan Fegredo – naslovnica |